# Camp de sa Batalla
El camp de sa Batalla és un indret de la plana de Llucmajor (Mallorca), on tingué lloc el 1349 la batalla de Llucmajor que enfrontà les tropes del rei Jaume III de Mallorca amb les de Pere IV el Cerimoniós i en la qual Jaume III perdé la vida i el Regne de Mallorca. Està situat a la sortida de Llucmajor per l'antiga carretera de Ciutat (Palma), actual Ma-19A, en terrenys que pertanyien a la possessió de Galdent. Hi ha una creu que recorda la mort del rei Jaume III de Mallorca en aquesta batalla, erigida el 1949, i coneguda com a Creu del Camp de sa Batalla.